# Uncieburia quadrilineata
Uncieburia quadrilineata é uma espécie de coleóptero da tribo Eburiini (Cerambycinae), com distribuição na Argentina, Brasil, Paraguai e Uruguai.

## Sistemática
- Ordem Coleoptera
  - Subordem Polyphaga
    - Infraordem Cucujiformia
      - Superfamília Chrysomeloidea
        - Família Cerambycidae
          - Subfamília Cerambycinae
            - Tribo Eburiini
              - Gênero Uncieburia
                - U. quadrilineata (Burmeister, 1865)